# Khổng tước công chúa
Khổng tước công chúa hay Chàng Sisouthone và nàng Manola (tiếng Khmer: ព្រះសុធននាងកែវមនោរាហ៍) là những nhan đề phi chính thức một huyền thoại Thái tộc thịnh hành từ trung đại trung kì tới nay, có ảnh hưởng sâu sắc tới sinh hoạt tín ngưỡng và truyền thống ca vũ nhạc tại khu vực Đông Nam Á.

## Lịch sử
Cho tới hiện đại hậu kì, các cứ liệu chép lại truyền thuyết Khổng tước công chúa có sớm nhất chỉ từ thập niên 1960 tại nhiều quốc gia Đông Á với nhiều ngôn ngữ khác nhau, tuy nhiên nội dung nhìn chung khá nhất quán.
Thời điểm thực sự hình thành truyền thuyết này tuy chưa rõ ràng, nhưng hoàn toàn có thể xác định được là khoảng triều Đường trở đi, khi Đại Lễ quốc bước đầu hưng khởi và bành trướng sức ảnh hưởng ra xung quanh. Tựu trung đây là giai đoạn hưng phấn nhất của văn hóa Thái và huyền tích này là một chứng cứ xác đáng cho cường lực văn hóa tín ngưỡng Nam Chiếu đối với các tiểu vùng Hoa Nam và Đông Nam Á đại lục.

### Nội dung

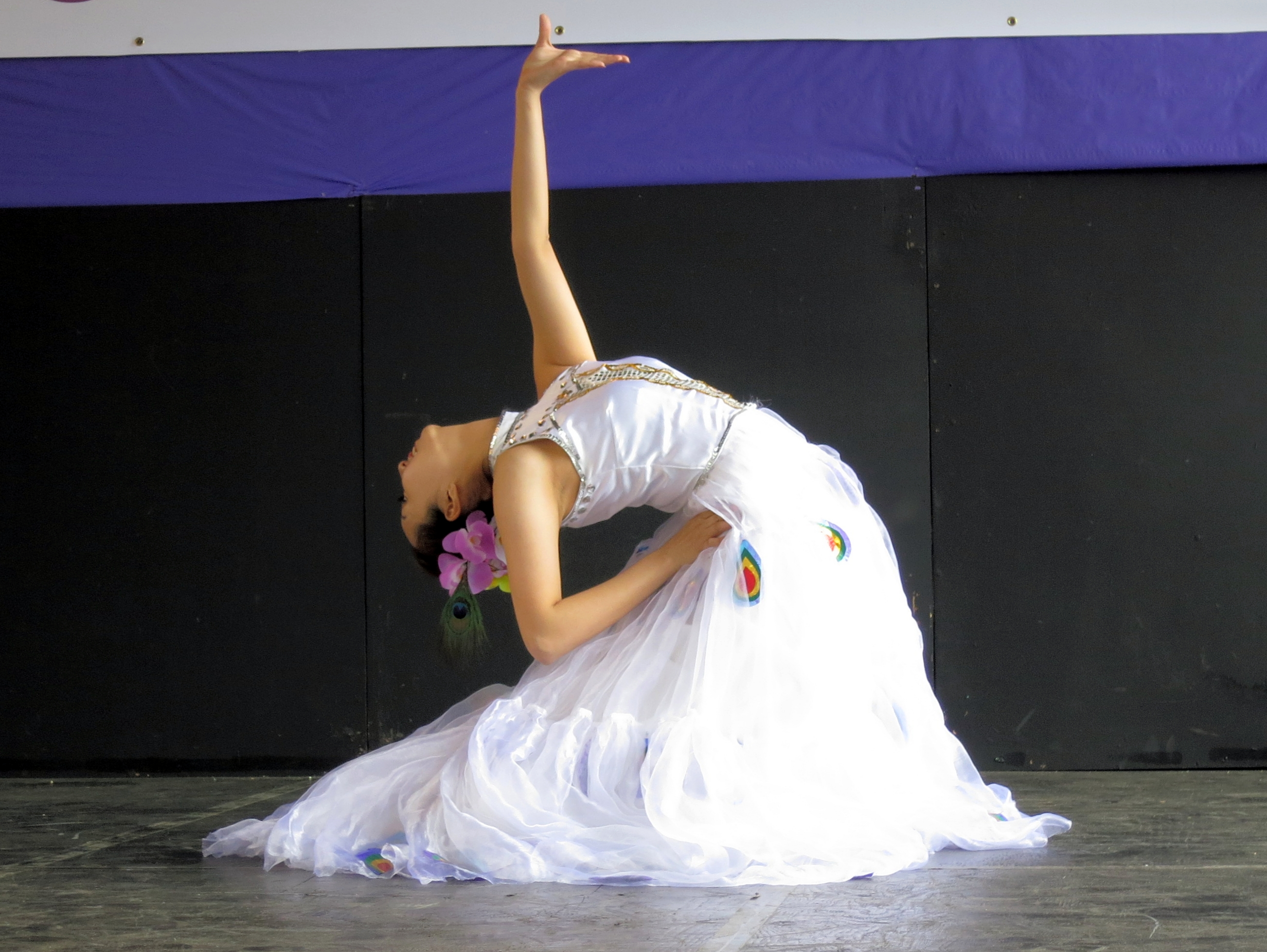
Khổng tước vũ tại Vancouver (Canada), 2012.

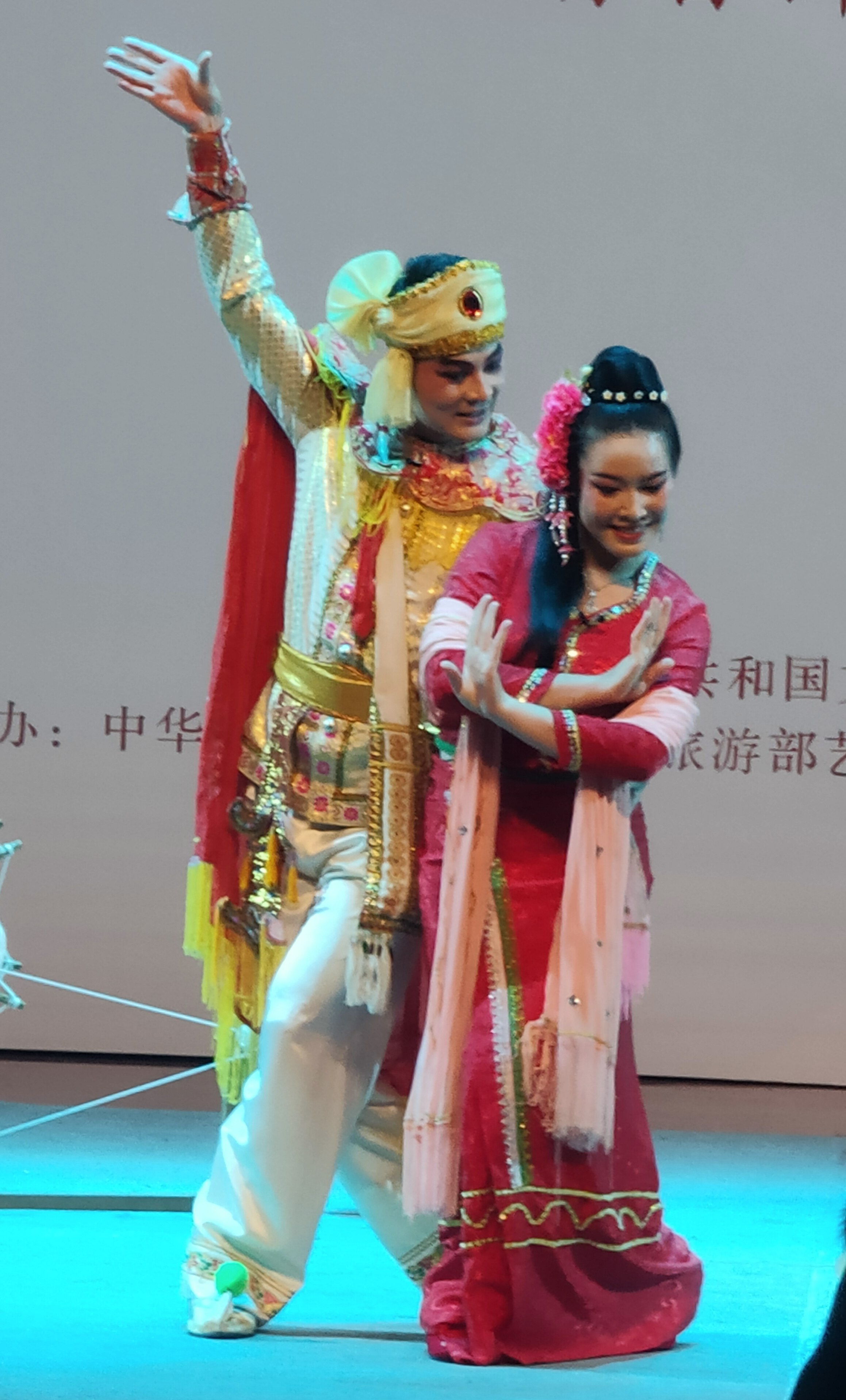
Ca vũ Khổng tước công chúa tại Vân Nam (Trung Quốc), 2020.

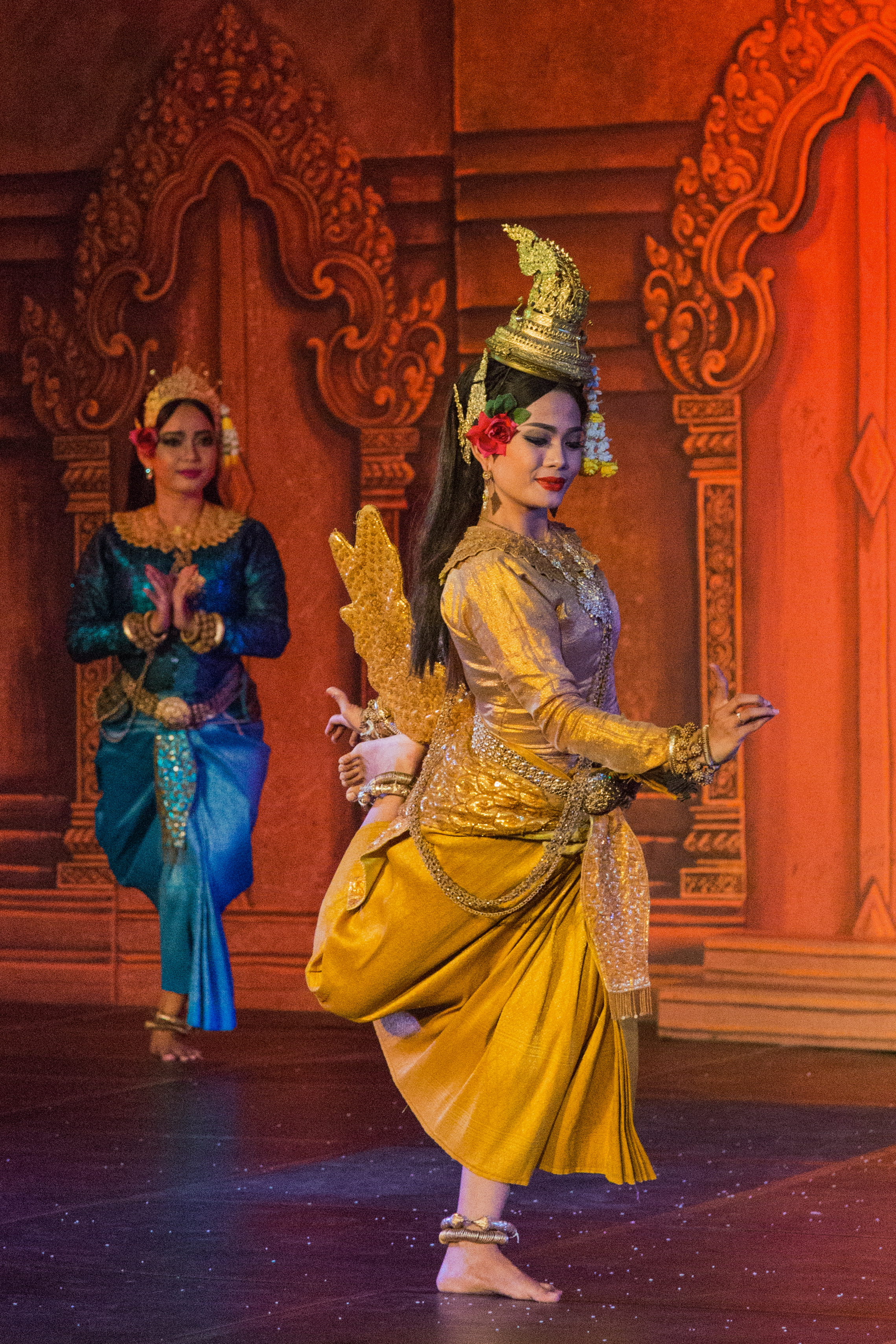
Vũ nữ Khmer trình diễn Robam Moni Mekhala tại Phnom Penh (Kampuchea), 2016.

Ở một xứ sở nọ có vị vương tử rất đỗi anh dũng và tuấn tú. Một hôm, đương lúc đi săn, chàng nhác thấy con diều hâu quắp một con rùa vàng, bèn giương cung bắn, diều bị thương liền bỏ mồi mà chạy mất. Rùa vàng lúc đó mới hiện nguyên hình là thủy tề, bèn biếu vương tử một thanh gươm báu để đền ơn cứu mạng.
Hôm ấy, khi trời vừa sẩm tối, vương tử đi tới một thác nước và thấy tám thiếu nữ xinh đẹp tuyệt trần đang tắm, bèn cướp vội một chiếc áo mà giấu đi. Các thiếu nữ ấy tắm xong bèn lên bờ, khoác áo lại và bỗng bay vút lên tầng không khuất dạng, chỉ có nàng út phải ở lại vì ngỡ như mất áo.
Vương tử bấy giờ mới bước ra, hỏi truyện mới hay nàng là tiên ở thiên quốc, bèn đưa nàng về ra mắt song thân. Tự bấy nàng tiên út ở lại làm vương phi, ai nấy trong triều đều kinh ngạc trước nhan sắc và tài ca vũ của nàng.
Đương thời, vị quốc sư được triều đình nể trọng lại hóa ra là con diều hung ác, thường bay đi muôn phương bắt người về xơi thịt. Y rắp tâm hãm hại đôi uyên ương, bèn sang lân quốc xúi giục chiến tranh với nước mình, khiến cho vương tử phải thân chinh ra trận.
Vắng vương tử, quốc sư bèn rao truyền khắp nơi rằng công chúa là yêu tinh gieo bao tai họa cho vương quốc, khiến nơi nơi điêu linh. Vì dân chúng thôi thúc quá, nhà vua đành lập giàn hỏa và đưa nàng lên đó nhằm chứng minh thanh danh.
Công chúa xin nguyện ước cuối cùng là khoác lại chiếc áo lông công múa một điệu chúc mọi người được bình an. Bèn bước lên giàn hỏa, vừa đi vừa múa, bỗng vút bay về trời.
Một thời gian sau, vương tử thắng giặc trở về, không thấy vợ đâu bèn bỏ cung thất đi tìm. Trải bao nguy hiểm khôn cùng do lão pháp sư độc ác gây ra, cuối cùng chàng cũng lần tới được thiên quốc. Vương tử liền xin yết kiến thiên đế, được cho đoàn tụ với vợ. Nhân đấy, thiên đế chỉ cho chàng hay cớ sự, chàng bèn cả giận đem gươm báu đi trừ lão pháp sư độc ác.
Vương tử đưa vợ về hạ giới sống kết nghĩa trăm năm. Từ đó về sau, công chúa lốt công đem điệu múa dạy cho cung nữ, rồi các cung nữ truyền lại cho dân gian đều hưởng.

### Nguyên tự
Các danh từ riêng trong truyện được phản ánh qua sự khúc xạ ngôn ngữ như sau :
| Nhân vật              | Ấn Độ             | Cao Miên                   | Ải Lao            | Thái Lan              | Trung Hoa                 | Cao Ly               | Việt Nam |
| --------------------- | ----------------- | -------------------------- | ----------------- | --------------------- | ------------------------- | -------------------- | -------- |
| Khổng tước công chúa  | മണിമേഖല Maṇīmekhalā | នាងកែវមនោរាហ៍ Neang Keo Monorea | ? Nang Monola     | มณีเมขลา Mani Mekkhala | 喃穆婼娜 Nam Mục-nhược-na | 아랑 Arang           | Nhồi Hoa |
| Vương tử              | உதயகுமார் Utayakumār | ព្រះសុធន Preah Sothun         | ? Chao Sisouthone | ?                     | 召樹屯 Triệu Thụ-đồn      | 무달 Mudal           | Tư Thành |
| Pháp sư Brahman       | ? Ramasura        | រាមឥសូរ Ream Eyso            | ?                 | รามสูร Rāms̄ūr          | 巫師 Vu sư                | ?                    | Tể tướng |
| Thủy tề               | ? Rajanagar       | ណាហ្គារាជ Reachnahka           | ?                 | ราชานาค Rajanaga      | 龍王 Long vương           | 용왕 Yong-wang       | Hà bá    |
| Quốc vương            | ?                 | Atichakvong                | ?                 | ?                     | ?                         | ?                    | ?        |
| Vương hậu             | ?                 | Chantea Devi               | ?                 | ?                     | ?                         | ?                    | ?        |
| Bảy công chúa Kinnara | കിന്നരർ Kinnarar    | កិន្នរី Kenorei               | ?                 | กินรี Kinrī             | 緊那羅 Khẩn-na-la         | 선여 Seon-yeo        | Tiên nữ  |
| Địa danh              | Ấn Độ             | Cao Miên                   | Ải Lao            | Thái Lan              | Trung Hoa                 | Cao Ly               | Việt Nam |
| Hạ giới               | ചോള Cēāḷa          | ? Oudor Bangchal           | ? Mɯ́ang Bangchal  | ? Mɯ̄ang Bangchal      | 勐板扎 Mãnh Bản-trát      | ?                    | An Nam   |
| Trung nguyên          | കടൽ Biển          | ?                          | ?                 | ?                     | 天池 Thiên trì            | 천지 Thiên trì       | ?        |
| Thượng giới           | ഹിമാലയം Himālayaṁ    | ភ្នំព្រះសុមេរុ Phnom Preah Someru | ?                 | ?                     | 天國 Thiên quốc           | 금강산 Kim Cương sơn | Champa   |

## Phong hóa

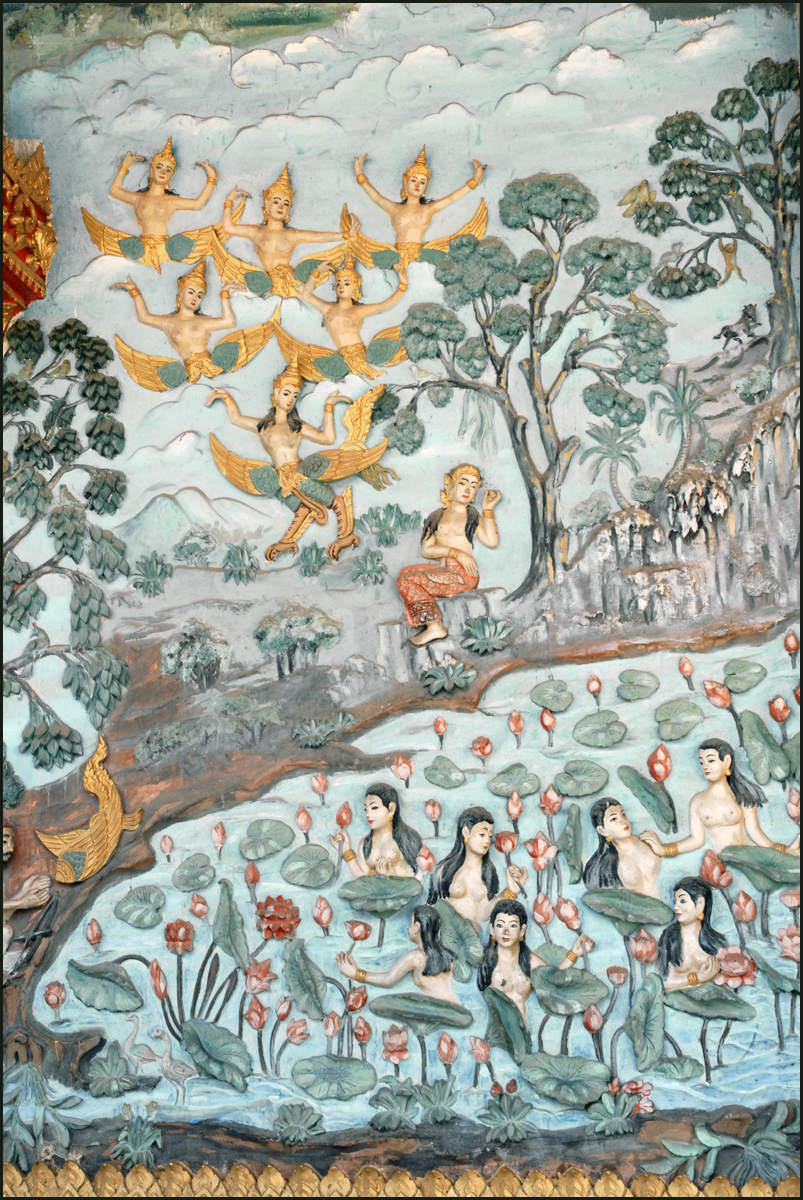
Điêu tượng Huyền thoại Chao Sisouthone và Nang Manola tại Vat That Luang (Luang Prabang), tạc thế kỷ XVI triều vua Xaysethathirath.

Khổng tước công chúa là vũ điệu thịnh hành và tương đối lâu đời tại phía Bắc khu vực Trung Ấn, bao gồm Miến Điện, Thái Lan, Lào cùng các tiểu vùng Sipsong Panna (Trung Hoa), Tây Bắc Việt Nam. Tác phẩm thường được coi là bản sắc của cộng đồng Thái, nhưng mặt khác, thể hiện rất rõ sức ảnh hưởng của văn hóa tín ngưỡng Ấn Độ đối với cộng đồng Đông Nam Á đại lục, đặc biệt là Ấn Độ giáo ở giai đoạn hưng thịnh nhất.
Còn theo ấn phẩm Myths of the Hindus & Buddhists (London, 1913) của sơ Nivedita và sư Ananda, cốt truyện Khổng tước công chúa nhằm phản ánh một truyền thuyết xa xưa hơn về cuộc chiến của nữ thần Manimekhala với khổng nhân Ramasura, gây ra hiện tượng sấm sét. Cho nên Khổng tước công chúa có bản chất là vũ điệu cầu mưa thuận gió hòa cho mùa lúa được tốt tươi và mừng mùa màng được bội thu. Trong đó, Manimekhala/Neang Mekhala tương ứng Neang Keo Monorea/Nam Mục-nhược-na, Mahajanaka tương ứng Preah Sothun/Chao Sothoun/Triệu Thụ-đồn. Sự đối nghịch vương tử-công chúa với lão pháp sư chính là tái hiện xung khắc Manimekhala với hung thần Ramasura. Hình tượng vương tử-công chúa cũng được đồng nhất với nhạc công (kinnari) và vũ công (kinnara) ở không gian sân khấu ước lệ.
Tại Kampuchea, năm 1960 giáo hội tỉnh Kampong Cham đã cho ấn hành tuyển tập Braḥpaññās jātaka (បញ្ញាសជាតក) song ngữ Pháp-Khmer, trong đó có ghi lại Cố sự Preah Sothun (រឿងព្រះសុធន) tác giả Samdach Preah Dhammalikhit Louis Em (សម្តេចព្រះធម្មលិខិត ល្វី ឯម, 1878 - 1957). Đây vốn là vở ca vũ kịch kinh điển trong kho tàng nghệ thuật Khmer, bắt nguồn từ vũ điệu Kinnara trong nghệ thuật Ấn Độ cổ đại.
Tại Cộng hòa Nhân dân Trung Hoa, năm 1963, Thượng Hải Mĩ thuật Điện ảnh Chế phiến Xưởng đã thực hiện một phim mộc ngẫu dựa theo sử thi Vương tử Triệu Thụ-đồn (召樹屯) lưu hành tại khu tự trị Tây Song Bản Nạp (Vân Nam) ; tới năm 1982 Bắc Kinh Điện ảnh Chế phiến Xưởng lại thực hiện cuốn phim màn ảnh đại vĩ tuyến Khổng tước công chúa (孔雀公主), vai chính do các tài tử Đường Quốc Cường và Lý Tú Minh đảm nhiệm. Vũ điệu chim công (ᥐᥣᥲ ᥘᥨᥐ ᥕᥧᥒᥰ /ka31 lok53 juŋ55/, ᦝᦸᧃᧉ ᦷᦓᧅ ᦍᦳᧂ /fɔn4 nok8 juŋ2/, 孔雀舞 / Khổng tước vũ) cũng là một trong những tiết mục đặc sắc trên sân khấu Trung Quốc hiện đại, khởi thủy trực tiếp từ truyền thuyết dân gian lâu đời này.
Ngày 20 tháng 05 năm 2006, Trung Quốc quốc vụ viện đã đưa khổng tước vũ vào danh mục tiêu biểu di sản văn hóa phi vật thể cấp quốc gia, từ đấy tiến hành bảo trợ các hoạt động bảo tồn và đào tạo truyền nhân để cổ xúy sự phát triển loại hình nghệ thuật truyền thống.
Năm 1990, Công ty Truyền hình Trung Quốc (Đài Loan) đã tiến hành sản xuất và công chiếu bộ phim võ hiệp huyền ảo Dục hỏa phượng hoàng, thường được dịch tại Việt Nam là Phượng hoàng lửa. Cốt truyện xoay quanh số phận Phụng Hoàng thần nữ giữa cuộc chiến của Bái Điểu tộc và Thiên Ma tộc, mượn ý từ cố sự Khổng tước công chúa. Vai chính do minh tinh Phan Nghinh Tử thủ diễn.
Tại Lào, vũ điệu chim công được gọi là lăm tơi. Cốt truyện công chúa lốt chim công cũng được đưa vào sách giáo khoa Truyện đọc lớp 3 Việt Nam thập niên 1990 với nhan đề Sự tích điệu múa công nước Lào.
| “                                                       | Ngày xưa, ở nước Lào có một hoàng tử tên là Phôn-na-vông, rất đẹp trai, tài giỏi và có đạo đức. Vua và hoàng hậu rất yêu quý. Em là Dương-na-li, con gái út vua nước Chăm-pa ; Còn tôi là Phôn-na-vông con trai vua nước Lào. Gặp nhau đây âu cũng là duyên trời, tôi muốn cùng nàng kết nghĩa vợ chồng. Chẳng hay nàng có vui lòng không ? Ở nước Chăm-pa có tục lệ ai bị xử tội chết đều được mặc áo lông công múa hát chúc phúc cho mọi người ở lại. Xin phụ vương ban ơn cho con được theo tục lệ đó. Hôm bước lên giàn thiêu, Dương-na-li mặc áo lông công lộng lẫy múa điệu Lào Phên chúc phúc cho mọi người và nói lên nỗi oan ức của mình. Điệu múa uyển chuyển và giọng hát du dương làm cho người xem ai cũng mê say và xúc động. Bất thình lình, thuận đà, nàng vỗ cánh vút lên cao, nhắm hướng nước Chăm-pa bay thẳng. | ” |
| — Truyện đọc lớp 3, Nhà xuất bản Giáo Dục, Hà Nội, 1995 | |   |

Tại khu vực nay là Cộng hòa Dân chủ Nhân dân Triều Tiên cũng lưu hành Kim Cương sơn bát tiên nữ truyền thuyết hay cố sự Nàng tiên và chàng đốn củi (선녀와 나무꾼) gắn liền với Thất Long bộc bố (九龍瀑布, 구룡폭포) là địa điểm du lịch lừng danh tại Kim Cương sơn quan quang địa khu, một dị bản Khổng tước công chúa. Trong đó, Arang và Mudal khá giống Nang Manola và Chao Sisouthone.
Tại Nhật Bản từ trung đại hậu kì đã lưu hành một bản truyện gọi là Nàng tiên hạc, nhưng chỉ gồm tình tiết chàng gánh củi bắt được cái áo lông đem giấu mà được vợ tiên.
Tại Việt Nam nay còn đền Thái Thượng Sơn, tương truyền thờ công chúa Nhồi Hoa (tương tự Manola, Monorea) nước Ải Lao từng góp nhiều voi cho hoàng đế Lê Thánh Tông (Lê Thánh Tông/Lê Tư Thành tương đồng Chao Sothoun) dẹp giặc dữ. Trong lễ hội thường niên phải có vũ điệu Champa nhằm tôn vinh bà chúa đền. Tuy nhiên, lịch sử đền và huyền tích lập đền chỉ có sớm nhất từ cuối thế kỷ XVIII, không liên đới gì tới triều đại Hồng Đức mà hoàn toàn chỉ là hư cấu dân gian. Vũ điệu chim công cũng là một trong những tiết mục đặc sắc nhất trên sân khấu Việt Nam hiện đại.
Còn tại bản quán Ấn Độ, vũ điệu chim công được cho là khởi phát từ hai bang Tamil Nadu và Kerala, trực tiếp liên quan đến lễ mừng cơm mới trong cộng đồng Tamil. Vũ điệu này truyền sang Đông Nam Á từ trung đại trung kì qua ngả Tây Java, tạo ra nhiều biến thể rất phong phú nhằm tôn vinh vẻ uyển chuyển của nữ lưu.

## Liên kết
1. ↑  Schomp, Virginia (2009). The Ancient Chinese. New York: Marshall Cavendish Benchmark. tr. 89. ISBN 978-0761442165.
2. ↑  孔雀公主 （傣族民間傳說）
3. ↑  រឿង រាមាសូរ និងនាងមេខលា
4. ↑  បញ្ញាសជាតក
5. ↑  Preah Sothun and Neang Keo Monorea
6. ↑  國風木偶片《孔雀公主》：建立在愛情基礎上的善良、勇敢和堅強
7. ↑  施品瑜 (ngày 24 tháng 7 năm 2018). "28年前《浴火鳳凰》被翻出「騙砲」色對話！編劇回應了" (bằng tiếng Trung). 中時電子報. Truy cập ngày 23 tháng 11 năm 2019.
8. ↑  Viếng đền thờ công chúa nước Lào ở cố đô Hoa Lư
9. ↑  Sự tích điệu múa công nước Lào
10. ↑  북 조선화 ‘금강산 팔선녀’, 금강산의 전설 그리다
11. ↑  금강산 팔선녀·선녀와 나무꾼
12. ↑  몸소 들려주신 금강산전설
13. ↑  "Đền thờ công chúa nước Lào - Tràng An danh thắng". Bản gốc lưu trữ ngày 2 tháng 3 năm 2021. Truy cập ngày 15 tháng 3 năm 2021.
14. ↑  Hội thảo đền thờ công chúa Nhồi Hoa nước Lào tại Ninh Bình và điệu múa Champa cổ truyền
15. ↑  Dances in Tamil Nadu Lưu trữ ngày 14 tháng 8 năm 2015 tại Wayback Machine at discovertamilnadu.net.
16. ↑  Folk dances of Tamil Nadu at carnatica.net

### Tư liệu
- ស្នេហាលន្លង់លន្លោចនៃព្រះសុធននាងកែវមនោហរា (រឿងខ្មែរ, រឿងចិន)
- រឿងចៅកាំបិតបន្ទោ
- Moni Mekhala and Ream Eyso
- The peacock princess in Yunnan
- 朱海鹰 (2018). "傣族孔雀舞乐的"前世今生"". 中国音乐. Số 1. tr. 62-68. doi:10.13812/j.cnki.cn11-1379/j.2018.01.009.{{Chú thích tạp chí}}:  Quản lý CS1: ref trùng mặc định (liên kết)
- 余凯亮 (2018). "从《雀之灵》到《雀之恋》——试论"孔雀舞"的前世今生". 艺海. Số 8. tr. 38-40.{{Chú thích tạp chí}}:  Quản lý CS1: ref trùng mặc định (liên kết)
- 刘兰雨 (2019). "舞蹈生态学视角下傣族孔雀舞的发展与变迁". 大众文艺. Số 8. tr. 127.{{Chú thích tạp chí}}:  Quản lý CS1: ref trùng mặc định (liên kết)
- 常俊勇 (2016). "当代傣族舞蹈风格特点探析——以杨丽萍的《雀之灵》为例". 浙江工商职业技术学院学报. Quyển 15 số 2. tr. 31-34.{{Chú thích tạp chí}}:  Quản lý CS1: ref trùng mặc định (liên kết)
- 韦佳瑛 (2015). "浅析傣族孔雀舞的风格特征". 黄河之声. Số 8. tr. 110-111.{{Chú thích tạp chí}}:  Quản lý CS1: ref trùng mặc định (liên kết)
- 郑好 (2015). "浅析傣族孔雀舞的传承与变迁". 美与时代(下旬). Số 10. tr. 108-110. doi:10.16129/j.cnki.mysdx.2015.10.038.{{Chú thích tạp chí}}:  Quản lý CS1: ref trùng mặc định (liên kết)
- 周灿; 尹卫东; 景德萍 (2011). "少数民族非物质文化遗产德宏傣族孔雀舞的旅游价值及开发". 经济研究导刊. Số 24. tr. 183-184.{{Chú thích tạp chí}}:  Quản lý CS1: ref trùng mặc định (liên kết)
- 赵世林; 田婧 (2010). "民族文化遗产的客位保护与主位传承——以傣族国家级非物质文化遗产保护为例". 云南民族大学学报(哲学社会科学版). Quyển 27 số 5. tr. 52-56. doi:10.13727/j.cnki.53-1191/c.2010.05.004.{{Chú thích tạp chí}}:  Quản lý CS1: ref trùng mặc định (liên kết)
- 姜克微 (2015). "傣族舞蹈的艺术特征分析". 大舞台. Số 1. tr. 211-212. doi:10.15947/j.cnki.dwt.2015.0106.{{Chú thích tạp chí}}:  Quản lý CS1: ref trùng mặc định (liên kết)
- 段世敏; 李卫红 (2015). "傣族"孔雀舞"及其对傣族文化认同的影响". 黑龙江民族丛刊. Số 3. tr. 111-114. doi:10.16415/j.cnki.23-1021/c.2015.03.021.{{Chú thích tạp chí}}:  Quản lý CS1: ref trùng mặc định (liên kết)
- 石剑峰; 石裕祖 (2018). "翱翔在"南方丝绸之路"上的傣族孔雀舞——云南德宏傣族景颇族自治州瑞丽傣族孔雀舞个案调研". 当代舞蹈艺术研究. Quyển 3 số 3. tr. 84-95.{{Chú thích tạp chí}}:  Quản lý CS1: ref trùng mặc định (liên kết)